# Centaurea mariana
Centaurea mariana là một loài thực vật có hoa trong họ Cúc. Loài này được Nyman mô tả khoa học đầu tiên năm 1865.